# McChord Air Force Base

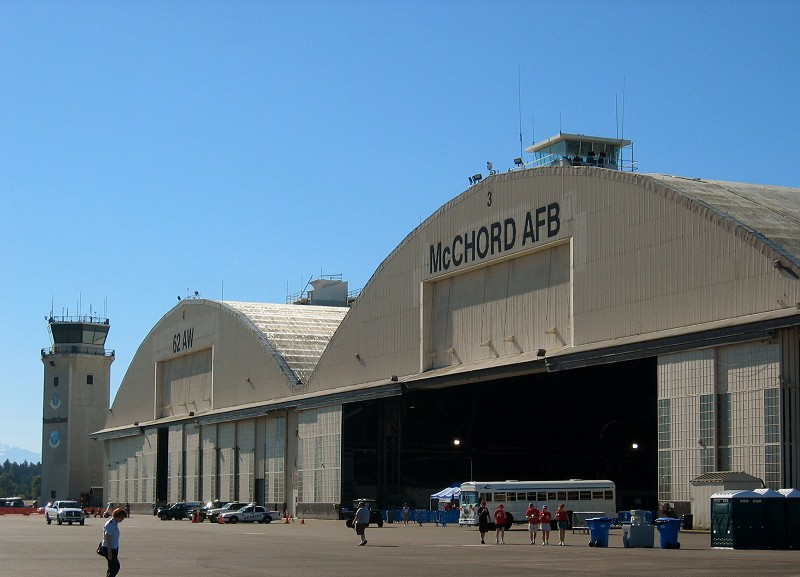
Główny hangar i wieża kontrolna, 2005 rok

McChord Air Force Base – baza Sił Powietrznych Stanów Zjednoczonych w hrabstwie Pierce w stanie Waszyngton, położona 65 km na południe od Seattle.

## Historia
W 1931 roku u podnóża Mount Rainier wybudowano najnowocześniejsze wtedy lotnisko dla hrabstwa Pierce, nazwane Tacoma Field. Koszty budowy lotniska wyniosły 370 tys. dolarów. Wielki Kryzys postawił przedsięwzięcie na skraju bankructwa. Przed upadkiem uratował lotnisko United States Army Air Corps, który przejął lotnisko w połowie lat 30. 3 lipca 1940 roku lotnisko Tacoma Field otrzymało imię pułkownika Williama Caldwella McChorda, który zginął 18 sierpnia 1937 roku, próbując ratować bombowiec Northrop A-17, pułkownik był szefem wyszkolenia i operacji lotnictwa.
Po japońskim ataku na Pearl Harbour na lotnisko zostały rozmieszczone dywizjony samolotów Curtiss P-40 i Republic P-43 Lancer. Przez bazę przechodziły samoloty i załogi kierowane do walk na Pacyfiku. To tutaj w 1941 roku brytyjskie załogi trenowały loty na B-17, które miały zostać później użyte do bombardowań strategicznych Niemiec, a załogi B-25 pułkownika Doolittle trenowały "na sucho" start z pasa startowego, na którym namalowano kontury pokładu startowego lotniskowca, z którego mieli wystartować do lotu nad Tokio.
W 1948 roku lotnisko oficjalnie zostało bazą McChord Air Force Base, a rok wcześniej pojawiło się na nim 62 Skrzydło Transportu Lotniczego (62d Airlift Wing), które wraz z 446th Airlift Wing były i są nadal odpowiedzialne za strategiczny transport US Air Force na całym świecie. Od 1966 roku "koniem roboczym" lotniczego transportu był Lockheed C-141 Starlifter, później zastąpiony przez McDonnell Douglas C-17. Od 1950 roku do 1989 baza była odpowiedzialna za transport głowic jądrowych, chroniona była wówczas przez własny dywizjon myśliwski 318 Fighter Interceptor Squadron.